# Leech
Leech je izmišljeni lik iz Mattelove franšize Gospodari svemira. Radi se o humanoidnom vodozemcu čvrste građe i zelene boje s usisnim jastučićima na ustima, rukama i nogama. Upravo mu ti usisni jastučići davaju njegovu glavnu sposobnost, isisavanje energije iz svojih protivnika, što ih čini slabima i nemoćnima. Član je Hordakove Zle Horde i živi u Zoni straha na planeti Eteriji.

## Povijest lika
Leech je isprva bio veliko morsko čudovište s mogućnošću promjene svoje veličine koje je prizvao Hordak kako bi mu vjerno služio u borbi protiv He-Mana i Herojskih ratnika. Svojom pojavom jednom je prestravio čak i Mer-Mana, zlog gospodara oceana. Leech ima sposobnost prislanjanja svojih usisnih čašica na tijelo protivnika čime isisava iz njih njihovu energiju i čini ih slabima. Također, može isisati i energiju iz vozila.

## Televizijska adaptacija lika

### She-Ra: Princeza moći (1985. – 1987.)
Leech je elitni član Catrine skupine i jedan od važnijih zlikovaca u službi gospodara Hordaka. Može isisati ljudima energiju služeći se svojim usisnim jastučićima na rukama i ustima, ali može te jastučiće pretvoriti u prste na rukama.

### He-Man i Gospodari svemira (2002. – 2004.)
Kratko se pojavljuje u drugoj sezoni animirane serije He-Man i Gospodari svemira iz 2003. godine u kojoj uz Hordaka, Grizzlora i Mantennu vrši napad na dvorac Siva Lubanja koji brani mitski kralj Grayskull.

## Vanjske poveznice
- Leech – he-man.fandom.com (engl.)